# Олићи
Олићи су насељено мјесто у општини Шипово, Република Српска, БиХ. Према попису становништва из 1991. у насељу је живјело 179 становника.

## Становништво
Према попису становништва из 1991. године, мјесто је имало 179 становника.
| Националност | 1991.      | 1981. | 1971. |
| Срби         | 179 (100%) |       |       |
| Укупно       | 179        | '     | '     |